# AMCシアターズ

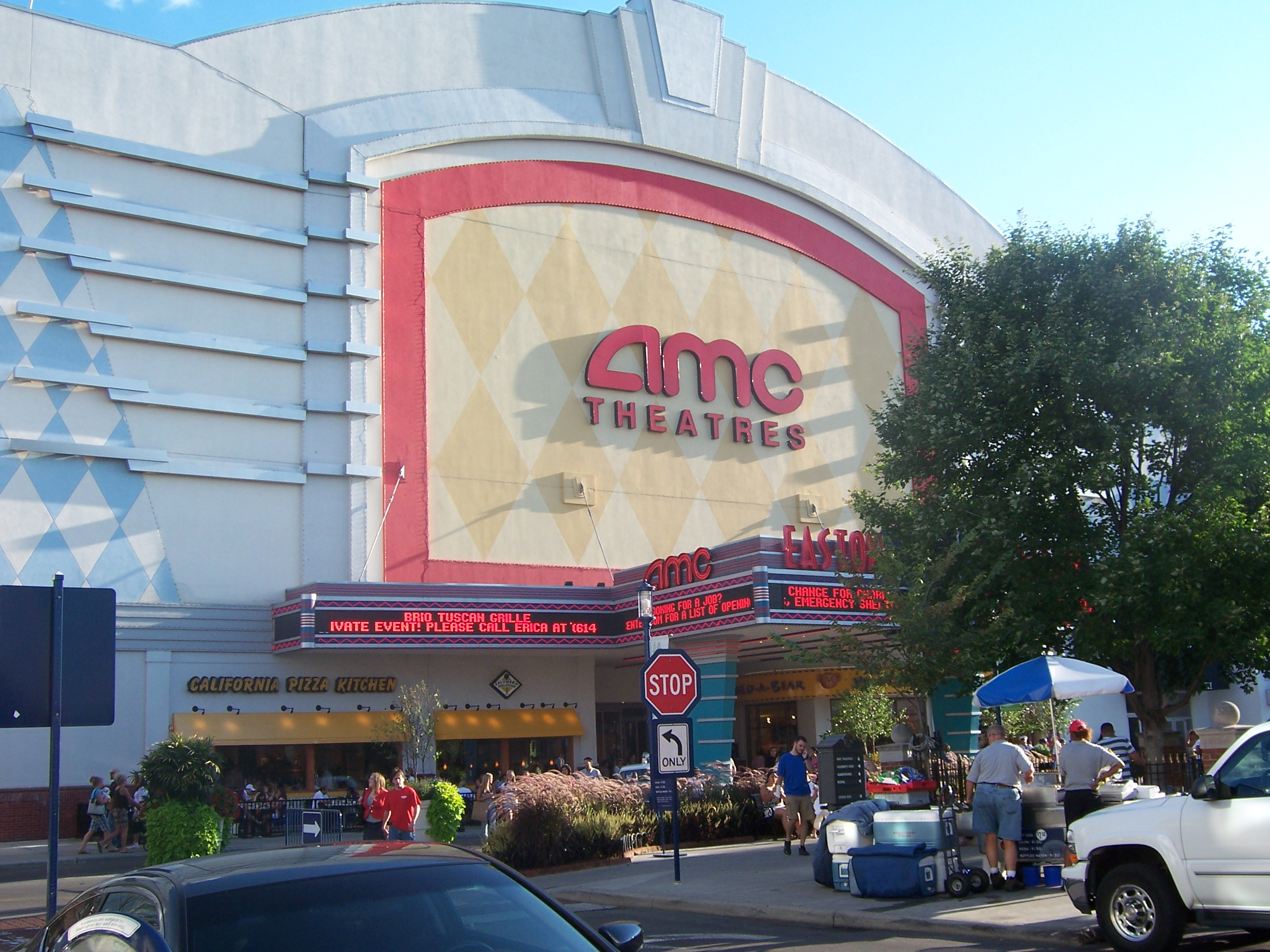
AMCの店舗（オハイオ州コロンバスのイーストン・タウン・センター）

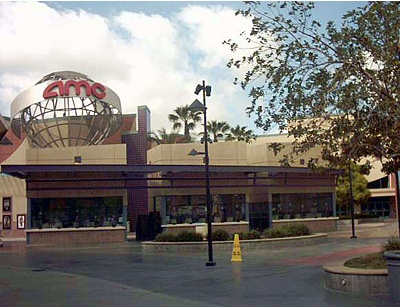
AMCオンタリオミルズ30

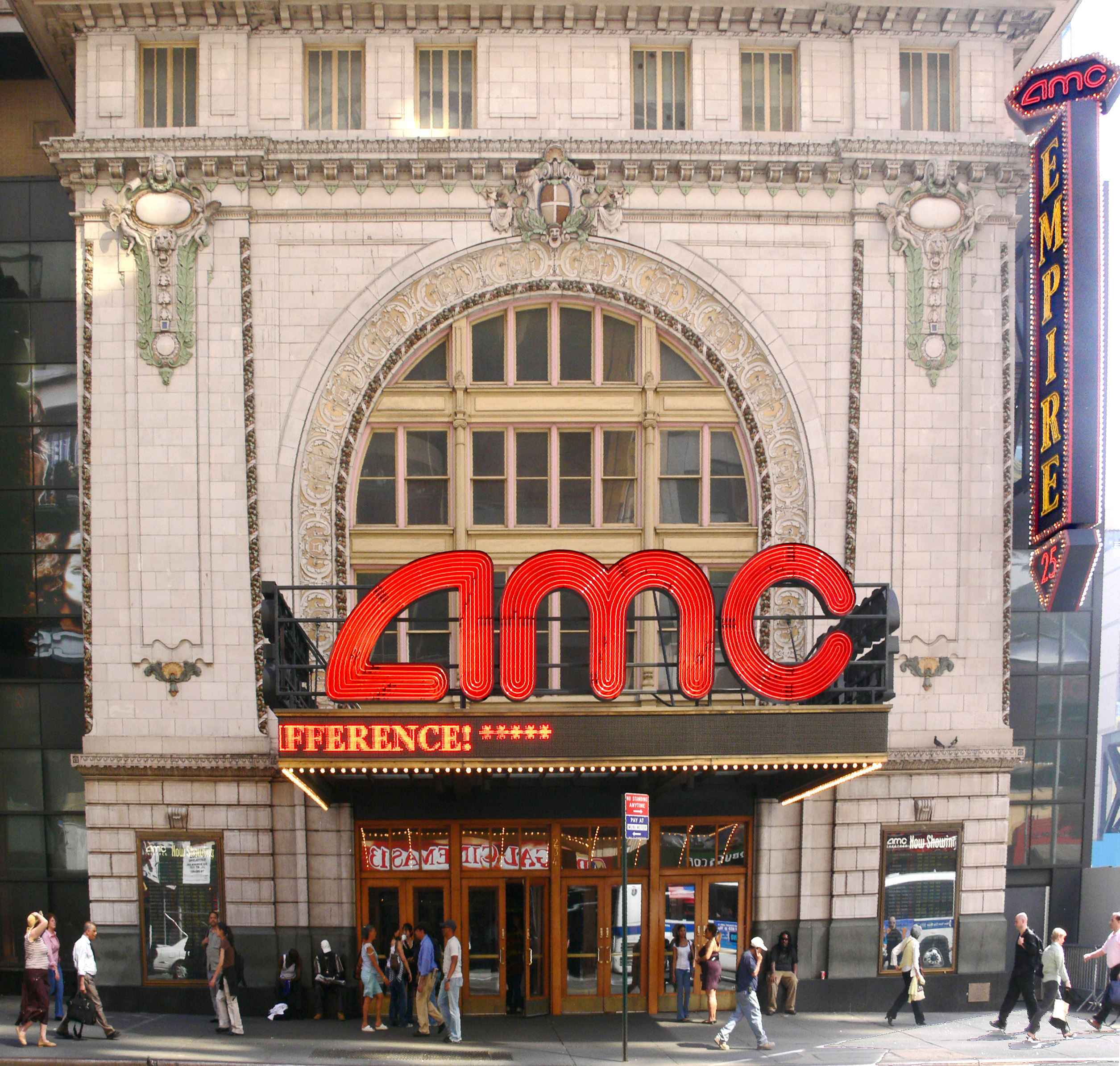
AMCエンパイア25（ニューヨーク・タイムズスクエア）

AMCシアターズ（AMC Theatres）は、アメリカ合衆国のAMC Entertainment Holdings, Inc.社が運営する映画館チェーンである。北米で収益トップ50の映画館を擁し、12大映画館チェーンの中で2001-2002年の不況を生き残った4チェーンの1つでもある （他の3つはリーガル・エンターテインメント・グループ（Regal Entertainment Group）、ナショナル・アミューズメンツ（National Amusements, Inc.）、そしてシネマーク・シアターズ（Cinemark Theaters））。同チェーンのマスコットは、1991年以来予告編に登場する動くスライドフィルム「クリップ」（Clip）である。カナダ、イギリス、フランスそして香港にも店舗を持ち、「AMCシネマ」（AMC Cinemas）として知られる 。スペインでは「AMCシネ」（AMC Cines）として知られる。

## 競合他社の買収
AMCは競合他社を取り込むことに成功してきた。2007年3月、AMCはゼネラル・シネマ（General Cinema Corporation）とニューオリンズ広域都市圏のガルフ・ステイト・シアターズ（Gulf States Theaters）を買収し、それぞれ621スクリーン・68スクリーンを手に入れた。2003年の暮には、アトランタとミネアポリス・セントポール都市圏の優良映画館チェーンであったメガスター・シアターズ（MegaStar Theatres）を買収した。そして2006年1月26日、AMCはロウズ・シネプレックス・エンターテインメント（Loews Cineplex Entertainment）と合併した。AMCはこの買収劇で勝者となり、合併後の存続会社の名前はAMC Entertainment Inc.となった。
2012年には皮肉にもAMC自身が中国の大連万達グループに買収された。2016年にはカーマイク・シネマズとオデオン・シネマズを買収して欧米最大かつ世界最大の映画館チェーンとなった。
AMCは6か国に358館、5,128スクリーンを持つ。いくつかの米国の映画館は米バスケットボールの伝説でありビジネスマンでもあるアーヴィン・"マジック"・ジョンソンの名前を付けられている（ジョンソンは1990年代中頃ロウズのパートナーだった）。
AMCは米国とカナダのほか、イギリスに2つ（バーミンガムとマンチェスター）、フランスのダンケルクに1つ、そして香港に2つの映画館を持つ 。過去にはブラジル、チリ、日本、メキシコ、ポルトガル、韓国、スペイン、スウェーデン、そしてウルグアイにも展開していた。2018年4月には35年ぶりに映画上映が解禁されたサウジアラビアの初の映画館をオープンした。

## 2020年代
2020年に入り、アメリカ国内で新型コロナウイルス感染症が拡大すると、映画館の入場客数は激減。映画は家庭で動画配信サービスを通じて観るという風潮が強まった。この傾向はAMCの経営を直撃し、AMCの2020年決算は46億ドル（約5000億円）の赤字と過去最大を記録。2012年に経営権を握った中国の大連万達グループは、AMCの持ち株比率を低下させて経営権を手放した。

## 日本での展開

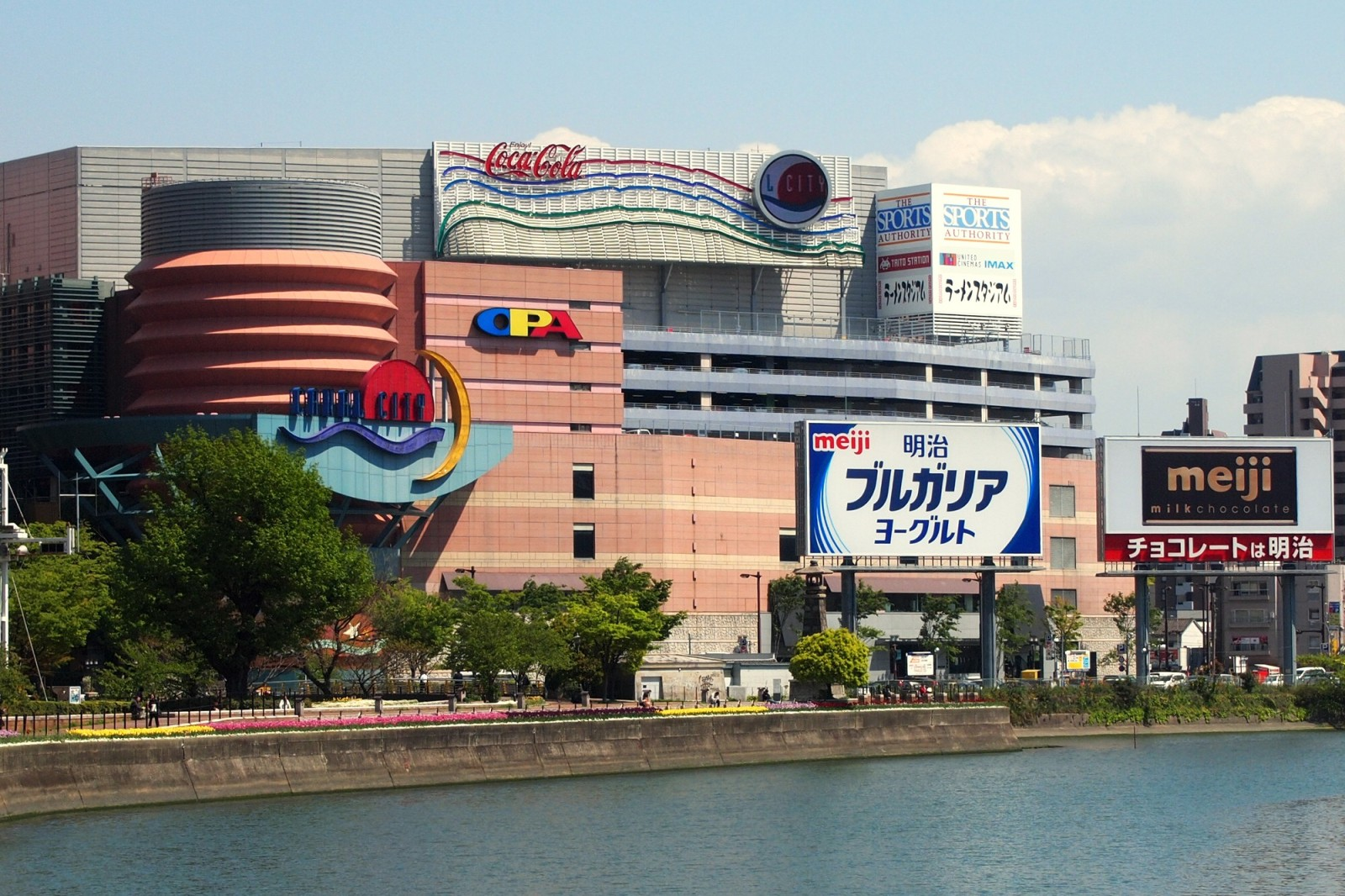
日本1号店が出店したキャナルシティ博多

1995年5月にAMCエンターテインメント・インターナショナル（以下、AMCEI）が日本支店を設立。日本市場に参入した他社が日本国内の資本と提携を模索する中、同社は直営での展開を進めた。1996年4月20日に日本初となるロードショー地域のシネマコンプレックスであるAMCキャナルシティ13を福岡市博多区のキャナルシティ博多内にオープンした。メガプレックスの展開で成功していた同社は、日本1号店である同サイトにも13スクリーンを設置した。日本の興行関係者からは常識はずれのスクリーン数に批判もあり、その手法から黒船と恐れられた。邦画系を中心に作品が配給されない懸念があったが実際には配給され、開業2年目の1997年には150万人動員を集めている。
1996年の発表では、5年間で300スクリーン、10年間で1000スクリーンという目標を立てており、発表された候補地から都市型のシネマコンプレックスを中心に展開するものと考えられていた。しかし、後にショッピングセンター併設型で地方都市にも展開する計画が立てられている。
キャナルシティ13の後に実際に5年間で出店されたのは下記の4サイトのみで当初の目標を大幅に下回った。この間、1999年7月には日本法人の株式会社日本AMCシアターズ（以下、日本AMC）を設立し、AMCEI日本支店から劇場運営を移管している。
- AMCなかま16 （福岡県中間市、ショッパーズモールなかまモール館 4階） <16スクリーン、2,654席、1998年11月21日開館>
- AMCホリディ・スクエア18 （愛知県豊橋市、ホリデイ・スクエアアミューズメントビル） <18スクリーン、3,310席、1999年7月17日開館>
- AMCリバーサイドモール16 （岐阜県本巣市、リバーサイドモール内） <16スクリーン、3,108席、2000年3月24日開館>
- AMCイクスピアリ16 （千葉県浦安市、イクスピアリ内） <16スクリーン、3,504席、2000年7月8日開館>

アメリカでの競争が激化したため、2000年頃からアメリカ国外への投資を抑制し国内への投資に集中することになった。日本国内の資本とも提携していなかったため、北九州や大分、長岡の出店計画は撤回され、イクスピアリ16以降の新規出店は行われなくなった。2005年には日本市場は投資効率が悪いと判断され、撤退を開始する。
まず、2005年6月18日にイクスピアリ16を日本AMCからAMCEIに移管。同サイトは高額な家賃を巡って日本AMCとオリエンタルランドが係争中であったため、整理は後回しにされた。同年7月1日には日本AMCと同社運営の4サイト（キャナルシティ13、なかま16、ホリディ・スクエア18、リバーサイドモール16）をユナイテッド・シネマに50億円で売却。4サイトの劇場全従業員と本社スタッフ数名もユナイテッド・シネマに引き継がれた。
残ったイクスピアリ16は同年9月1日に10億円でAMCEIからオリエンタルランドに営業譲渡された。前述の係争についても同時に解決されている。運営はオリエンタルランドから同社の完全子会社であるイクスピアリに委託され、劇場全従業員と旧日本AMC本社スタッフ3名もAMCEIからイクスピアリに転籍した。なお、譲渡時の条件として8ヶ月以内にAMCから改称することを求められていたため、同サイトは2006年3月1日にシネマイクスピアリと改称されている。2005年10月末にAMCEI日本支店は閉鎖し、撤退が完了した。